# Ꙁ
Zemlia, ou zemlya (capitale : Ꙁ, minuscule : ꙁ), est une lettre archaïque de l’alphabet cyrillique représentant la consonne fricative alvéolaire voisée /z/. Des manuscrits cyrilliques du Moyen Âge ou certains livres en langue liturgique slave utilisent cette lettre comme forme alternative du zé ‹ З з ›. Certaines anciennes grammaires distinguent phonétiquement le zé et zemlia (palatalisée et non palatalisée) mais ce système n’a pas été développé. Jusqu’au XIXe siècle, des scribes et typographes ukrainiens utilisaient régulièrement le З comme forme initiale et le Ꙁ comme forme médiale et finale. En Russie, jusqu’au milieu du XVIIIe siècle, le zemlia était parfois utilisé comme deuxième forme dans une séquence de deux З : ‹ ЗЗ › était remplacé par ‹ ЗꙀ ›.

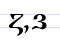
Zemlia et zé.

## Représentations informatiques
Le zemlya peut être représenté avec les caractères Unicode suivants :
| formes    | représentations | chaînes de caractères | points de code | descriptions                       |
| --------- | --------------- | --------------------- | -------------- | ---------------------------------- |
| capitale  | Ꙁ               | Ꙁ                     | U+A640         | lettre majuscule cyrillique zemlya |
| minuscule | ꙁ               | ꙁ                     | U+A641         | lettre minuscule cyrillique zemlya |